# Erika Leitner
Erika Leitner es una deportista italiana que compitió en luge en la modalidad individual. Ganó una medalla de bronce en el Campeonato Mundial de Luge de 1960, y una medalla de bronce en el Campeonato Europeo de Luge de 1955.

## Palmarés internacional
| Campeonato Mundial | Campeonato Mundial           | Campeonato Mundial | Campeonato Mundial |
| Año                | Lugar                        | Medalla            | Prueba             |
| ------------------ | ---------------------------- | ------------------ | ------------------ |
| 1960               | Garmisch-Partenkirchen (RFA) | Medalla de bronce  | Individual         |
| Campeonato Europeo |                              |                    |                    |
| Año                | Lugar                        | Medalla            | Prueba             |
| 1955               | Hahnenklee (RFA)             | Medalla de bronce  | Individual         |